# San Siro (Lombardia)
San Siro (lombardul: San Sir) település Olaszországban, Lombardia régióban, Como megyében. Lakosainak száma 1672 fő (2023. január 1.). San Siro Bellano, Cremia, Dervio, Menaggio, Perledo és Plesio községekkel határos.

## Népesség
A település lakossága az elmúlt években az alábbi módon változott:
| Lakosok száma | 1736 | 1744 | 1672 |
|               | 2017 | 2018 | 2023 |